# Eilema atrgentula
Eilema atrgentula är en fjärilsart som beskrevs av De Toulgoët 1956. Eilema atrgentula ingår i släktet Eilema och familjen björnspinnare. Inga underarter finns listade i Catalogue of Life.